# 스윙즈 (음악 그룹)
스윙즈은 아현, 해인로 구성된 대한민국의 걸밴드이다.

## 멤버

### 현재 멤버
- 아현: 드럼, 보컬
- 해인: 기타, 보컬

### 전 멤버
- 미선: 베이스, 보컬

## 앨범
- Beginning Of Swingz
- Renewal